# Fouzia Fatihi
Fouzia Fatihi, née le 7 août 1970, est une athlète marocaine, spécialiste du lancer du poids.

## Carrière
Elle est médaillée d'or du lancer du poids aux Championnats du Maghreb d'athlétisme de 1990 à Alger, aux Championnats d'Afrique d'athlétisme 1992 à Maurice et aux Championnats panarabes d'athlétisme 1995  au Caire et médaillée de bronze aux Championnats d'Afrique d'athlétisme 1990 au Caire.